# 密度測定法
密度測定法（Densitometry）是利用相纸等感光性材料來量測一物質的吸光度的技術。

## 定義
濃度(Density)的意義包含以下三種：
明暗的程度、物質阻擋或吸收光線的能力、在印刷表圖像受到光的照射所產生黑白深淺的程度。

## 濃度的公式
- 透射率（T）=透射光通量/入射光通量。
- 反射率（R）=反射光通量/入射光通量
- 不透明度（O）=1/T或1/R（透射率或反射率的倒數）